# Rosa da Silva
Rosa da Silva (Klazienaveen, 23 september 1986) is een Nederlandse actrice en zangeres.

## Carrière
Da Silva volgde de studie tot docent theater opleiding aan de ArtEZ hogeschool voor de kunsten in Zwolle, en daarnaast studeerde ze in 2014 af aan de Amsterdamse Toneelschool en Kleinkunstacademie aan de Amsterdamse Hogeschool voor de Kunsten. Rosa werd vooral bekend door haar vertolking van Anne Frank in Anne geschreven door Leon de Winter en Jessica Durlacher in Theater Amsterdam. Daarna speelde zij samen met Hanna van Vliet een van de tweelingzusjes in de musical De Tweeling bij Stage Entertainment. Vervolgens speelde ze o.a. in Rent, Het Pauperparadijs en de jeugdvoorstelling Martin Luther King.
In 2019 werd de Wim Sonneveld jury- en publieksprijs aan haar toegekend, evenals de Shaffy Cheque voor de ontwikkeling van haar eerste avondvullende programma.

## Theater
- 2009 - 2010: Pijnparadijs, De Dansers, regie Wies Merkx
- 2010: Fantamagoria, De Dansers, regie Wies Merkx
- 2013: Dantons Dood, Toneelschuur Producties, regie: Joost van Hezik
- 2014: Wreed en Teder, Toneelschuur Producties, regie: Michiel de Regt
- 2014 - 2015: Anne (toneelstuk), rol: Anne Frank, regie: Theu Boermans
- 2015 - 2016: De Tweeling, Stage Entertainment, rol: Lotte Rockanje, regie: Ruut Weissman
- 2016: Rent (musical), DeLaMar Producties, rol: Mimi Marquez, regie: Daniël Cohen
- 2017: Radiomusical Madam, radiomakers De Smet.[2]
- 2017: Saudade, Noord Nederlands Toneel, De Theaternacht.[3]
- 2017 - 2018: Het Pauperparadijs (musical), regie: Tom de Ket
- 2018:  De wijk, de wereld, Noord Nederlands Toneel, regie: Karin Noeken.[4]
- 2018: Martin Luther King (8+), Urban Myth i.s.m. Stip Theaterproducties en Jeugdtheater De Krakeling, regie: Jörgen Tjon a Fong
- 2018: GROOTS, TapasTheater
- 2019: Winnaar Jury- en Publieksprijs Amsterdams Kleinkunst Festival
- 2020 - 2021: Daar moet je heen, Theaterbureau De Mannen, regie: Titus Tiel Groenestege
- 2025: Revolutie van de Rinsma; openluchttheater van Orkater bij de zandput Nij Beets, laatste deel van drieluik over Friesland van Geert Lageveen

## Televisie
- 2014: Danni Lowinski (Nederlandse televisieserie), seizoen 4, aflevering 7
- 2014: Jeuk (televisieserie), seizoen 2
- 2016: De Grote F*ck Valentijn Comedy Show, sketches
- 2017: Draadstaal, gastrollen
- 2017: Echt niet OK, sketches
- 2020: Dit Zijn Wij (KRO-NCRV), rol: Judith Wouters
- 2021 en 2023: Sinterklaasjournaal (NTR), rol: Chocopiet

## Film
- 2015: One Happy Day, Talpa Producties, rol: Juf Paula, regie: Reber Dosky
- 2016: Delirium, Nederlandse Filmacademie, rol: Bo, regie: Ruben Nijsen
- 2018: Dubbel-D, Hogeschool voor de Kunsten Utrecht, rol: Ayuna, regie: Fey Lehiane